# 維斯洛島
維斯洛島是美國的島嶼，位於烏納拉斯卡島以北的太平洋海域，屬於福克斯群島的一部分，由阿拉斯加州負責管轄，長0.15公里，島上無人居住。
54°00′30″N 166°43′27″W / 54.00833°N 166.72417°W